# Nils E. Larsson
Nils Efraim Larsson, känd som Nils E. Larsson, född 18 december 1908 i Malmö Sankt Petri församling, död 1 juni 1974 i Degerfors församling i Örebro län, var en svensk arkitekt.
Larsson, som var son till bryggaren Nils Larsson och Anna Lundgren, utexaminerades från Kungliga Tekniska högskolan 1941. Han anställdes av Sveriges Köpmannaförbund 1936, hos arkitekt Hilding Sundberg 1941, var stadsarkitekt i bland annat Nybro stad 1946–1955, i Degerfors och Laxå köpingar samt Svartå landskommun från 1955. Han bedrev egen arkitektverksamhet från 1938. Han var även musikaliskt intresserad och verksam som körledare 1931–1932 och från 1941.